# DUOPARK.FC
DUOPARK.FC（デュオパークエフシー）は、宮城県仙台市泉区を本拠地とし、泉パークタウンを中心に活動する特定非営利活動法人泉パークタウンSPO&COMクラブ（とくていひえいりかつどうほうじんいずみパークタウンスポコムクラブ、Non profit organization Izumiparktown SPO&COM Club）によって運営されている総合型地域スポーツクラブである。
本項目では主にサッカー部門を中心に、クラブ全般並びに男子トップチームについて記す。

## 概要
サッカー部門は、スクール（U-12）、ジュニア（U-12）、ジュニアユース（U-15）、ユース（U-18）、男子トップチームが活動しており、そのほか野球部門や、バスケットボール部門、フットサル部門、バドミントン部門などの部門も存在する。それらすべての運営を特定非営利活動法人泉パークタウンSPO&COMクラブが行っている。
男子トップチームは、2008年に東北リコーのサッカー同好会であったリコー東北FC（現：リコーインダストリー東北サッカー部とは別チーム）を母体に設立、宮城県社会人サッカーリーグ1部に参戦する。2014年に宮城県リーグ1部を制し、東北社会人サッカーリーグ2部南に昇格を決めるが、2016年の東北リーグ終了後に一時活動を休止する。2018年より活動を再開し、仙台サッカークラブリーグに参戦していたが、2020年の仙台サッカークラブリーグトーナメント以降は再び活動を休止している。

## 運営法人
運営は上述の通り、特定非営利活動法人泉パークタウンSPO&COMクラブが行っている。
設立は2005年3月21日で、当時はゴルフ練習場の運営が中心であった。その後、2008年にサッカー部門を開設し、男子トップチームとしてDUOPARK.FCを設立、翌2009年4月15日にNPO法人化し、特定非営利活動法人泉パークタウンSPO&COMクラブへ改称、サッカー部門において、ジュニア（U-12）を開設した。
「SPO&COM」（スポコム）とは、スポーツ（sports）とコミュニケーション（communication）の頭部分をとった造語であり、「スポーツを通じて、住民同士のコミュニケーションを活発にし、まちづくりにまで繋げていきたい」という思いが込められている。また、クラブコンセプトで愛称でもある「DUO」（デュオ）とは、イタリア語で「二重奏」という意味から、「スポーツが得意な人も苦手な人も自由に参加できる場所」を意味する。

## 歴史
- 1994年 トップチームの前身となるリコー東北FC発足[5]。
- 1997年 リコー東北FCが仙台実業団サッカー4部リーグ登録[5]。
- 2005年 ゴルフ練習場の運営のために、泉パークタウンSPO&COMクラブ設立。
- 2008年 リコー東北FCを移管し、男子トップチームとしてDUOPARK.FC設立。宮城県社会人サッカーリーグ1部参戦。
- 2009年
  - NPO法人化。特定非営利活動法人泉パークタウンSPO&COMクラブへ改称。
  - ジュニアサッカークラブの高森SSSを吸収、DUOPARK.FCジュニアへ改称[3]。
- 2012年 ジュニアユース（U-15）としてDUOPARK.FCジュニアユースが設立[3]。
- 2013年 男子トップチーム第20回全国クラブチームサッカー選手権大会出場。
- 2014年 男子トップチーム宮城県リーグ1部初優勝。東北社会人サッカーリーグ2部南昇格[3]。
- 2015年 ユース（U-18）としてDUOPARK.FCユース設立[3]。
- 2016年 2016年の東北社会人サッカーリーグ終了後に男子トップチームが活動休止。
- 2018年
  - 男子トップチーム活動再開。仙台サッカークラブリーグ3部参戦。
  - 仙台サッカークラブリーグ3部優勝。仙台サッカークラブリーグ2部昇格[6]。

## クラブ戦績

### 男子トップチーム (DUOPARK.FC)
| 年度 | 所属      | 順位                                                            | 勝点                                                            | 試合                                                            | 勝                                                              | 分                                                              | 敗                                                              | 得点                                                            | 失点                                                            | 得失差                                                          |
| 2008 | 宮城県1部 | 3位                                                             | 25                                                              | 14                                                              | 8                                                               | 1                                                               | 5                                                               | 33                                                              | 30                                                              | 3                                                               |
| 2009 | 宮城県1部 | 5位                                                             | 19                                                              | 16                                                              | 5                                                               | 4                                                               | 7                                                               | 16                                                              | 39                                                              | -23                                                             |
| 2010 | 宮城県1部 | 8位                                                             | 13                                                              | 16                                                              | 5                                                               | 1                                                               | 10                                                              | 31                                                              | 38                                                              | -7                                                              |
| 2011 | 宮城県1部 | 東北地方太平洋沖地震によりリーグ戦全日程中止                    | 東北地方太平洋沖地震によりリーグ戦全日程中止                    | 東北地方太平洋沖地震によりリーグ戦全日程中止                    | 東北地方太平洋沖地震によりリーグ戦全日程中止                    | 東北地方太平洋沖地震によりリーグ戦全日程中止                    | 東北地方太平洋沖地震によりリーグ戦全日程中止                    | 東北地方太平洋沖地震によりリーグ戦全日程中止                    | 東北地方太平洋沖地震によりリーグ戦全日程中止                    | 東北地方太平洋沖地震によりリーグ戦全日程中止                    |
| 2012 | 宮城県1部 | 5位                                                             | 14                                                              | 12                                                              | 4                                                               | 2                                                               | 6                                                               | 16                                                              | 19                                                              | -3                                                              |
| 2013 | 宮城県1部 | 3位                                                             | 25                                                              | 14                                                              | 8                                                               | 1                                                               | 5                                                               | 30                                                              | 16                                                              | 14                                                              |
| 2014 | 宮城県1部 | 優勝                                                            | 38                                                              | 14                                                              | 12                                                              | 2                                                               | 0                                                               | 32                                                              | 7                                                               | 25                                                              |
| 2015 | 東北2部南 | 5位                                                             | 23                                                              | 18                                                              | 7                                                               | 2                                                               | 9                                                               | 43                                                              | 54                                                              | -11                                                             |
| 2016 | 東北2部南 | 6位                                                             | 26                                                              | 18                                                              | 8                                                               | 2                                                               | 8                                                               | 37                                                              | 31                                                              | 6                                                               |
| 2017 | 活動休止  | 活動休止                                                        | 活動休止                                                        | 活動休止                                                        | 活動休止                                                        | 活動休止                                                        | 活動休止                                                        | 活動休止                                                        | 活動休止                                                        | 活動休止                                                        |
| 2018 | 仙台市3部 | 優勝                                                            | 18                                                              | 11                                                              | 9                                                               | 1                                                               | 1                                                               | 37                                                              | 7                                                               | 30                                                              |
| 2019 | 仙台市2部 | 2位                                                             | 21                                                              | 8                                                               | 7                                                               | 0                                                               | 1                                                               | 20                                                              | 3                                                               | 17                                                              |
| 2020 | 仙台市3部 | 新型コロナウイルスの影響によりリーグ中止 トーナメント大会不参加 | 新型コロナウイルスの影響によりリーグ中止 トーナメント大会不参加 | 新型コロナウイルスの影響によりリーグ中止 トーナメント大会不参加 | 新型コロナウイルスの影響によりリーグ中止 トーナメント大会不参加 | 新型コロナウイルスの影響によりリーグ中止 トーナメント大会不参加 | 新型コロナウイルスの影響によりリーグ中止 トーナメント大会不参加 | 新型コロナウイルスの影響によりリーグ中止 トーナメント大会不参加 | 新型コロナウイルスの影響によりリーグ中止 トーナメント大会不参加 | 新型コロナウイルスの影響によりリーグ中止 トーナメント大会不参加 |

注釈
1. ↑  人数不足による棄権試合があったため勝点3減。
2. ↑  当初は9試合が行われる予定だったが、高砂SCが手続き不備により不参加となったため、8試合に減算された。
3. ↑  2部2位となったことにより、本来ならば1部9位のクラブと入替戦を行うが、2019シーズン中に審判不履行及び審判遅刻があったことにより、3部へ強制降格となった。

### ジュニアユース (U-15)
- 2014年
  - 宮城県U-15サッカーリーグ3部優勝→宮城県U-15サッカーリーグ2部昇格
- 2015年
  - 宮城県U-15サッカーリーグ2部優勝→宮城県U-15サッカーリーグ1部昇格

## ユニフォーム

### ユニフォームスポンサー
| 掲出箇所 | スポンサー名                      | 表記           | 掲出年 | 備考 |
| 胸       | なし                              | -              | -      |      |
| 鎖骨     | なし                              | -              | -      |      |
| 背中上部 | 浜の漁師居酒屋 こちらまる特漁業部 | こちら特漁業部 |        |      |
| 背中下部 | なし                              | -              | -      |      |
| 袖       | なし                              | -              | -      |      |
| パンツ   | なし                              | -              | -      |      |

### ユニフォームサプライヤー
- Mizuno

### 歴代ユニフォームスポンサー年表
| 年度 | 胸 | 鎖骨 | 背中上部       | 背中下部 | 袖 | パンツ | サプライヤー |
| 2015 | -  | -    | こちら特漁業部 | -        | -  | -      | Mizuno       |
| 2016 | -  | -    | こちら特漁業部 | -        | -  | -      | Mizuno       |
| 2017 | -  | -    | こちら特漁業部 | -        | -  | -      | Mizuno       |
| 2018 | -  | -    | こちら特漁業部 | -        | -  | -      | Mizuno       |
| 2019 | -  | -    | こちら特漁業部 | -        | -  | -      | Mizuno       |
| 2020 | -  | -    | こちら特漁業部 | -        | -  | -      | Mizuno       |